# Muazzez İlmiye Çığ
Muazzez İlmiye Çığ   (Bursa, 20 de juny de 1914 - Província de Mersin, 17 de novembre de 2024) va ser una reconeguda sumeròloga i assiriòloga turca, considerada «l'última reina sumèria».

## Biografia
Es va fer popular entre l'opinió publica quan va defensar que el fet de cobrir el cap femení era una pràctica habitual des de molt abans de l'islam, i que en el període sumeri les dones que es cobrien el cap eren prostitutes, «prostitutes sagrades relacionades amb el culte». Durant les discussions a Turquia sobre el turbant, va defensar que abans de la república, des de 1912 (en temps de l'Imperi Otomà) les nenes anaven a l'escola amb el cap descobert, i manifestava que, quan ella estudiava al col·legi a Çorum, el 1923, abans de la reforma de la laïcitat a Turquia, les estudiantes més grans no es cobrien el cap.
Çığ va ser processada el 2006 pel seu llibre Vatandaşlık Tepkilerim («Les meves reaccions com a ciutadana») però va ser absolta dels càrrecs. Va fer una important donació al primer Museu de la Dona de Turquia obert a Esmirna el 2014.

## Obra publicada
- 1993: Zaman Tüneli ile Sümer'e Yolculuk
- 1995: Kur'an, İncil ve Tevrat'ın Sümer'deki Kökeni
- 1996: Sümerli Ludingirra
- 1997: The Prophet Abram, According to Sumerian Writings and Archeological Findings
- 1998: İnanna'nın Aşkı
- 2000: Hititler ve Hattuşa
- 2002: Civilization Heritage in the Middle East
- 2005: Bereket Kültü ve Mabet Fahişeliği